# Русский орнитологический журнал
Русский орнитологический журнал — российский орнитологический журнал, выходящий с 1992 года. Издаётся в Санкт-Петербурге.

## Общие сведения
Редактор и издатель — к.б.н. А. В. Бардин. В год выходит один том журнала, со сквозной нумерацией страниц выпусков. Выпуски состоят из статей орнитологической и смежной тематики, биографий учёных-орнитологов, также в журнале публикуются старые орнитологические работы, первоначально изданные в труднодоступных в наше время источниках.
Выпуски журнала доступны читателям в электронном виде.